# Lista de universidades do Reino Unido
Esta é uma lista de universidades do Reino Unido.

## A
- Universidade de Aberdeen
- University of Abertay Dundee
- Universidade Aston

## B
- Universidade de Birmingham
- Universidade de Bolton
- Universidade de Bristol
- Universidade de Buckingham

## C
- Universidade de Cambridge
- University of Central Lancashire
- Universidade de Chester
- Universidade de Chichester
- City University
- Universidade de Cumbria

## D
- Universidade de Derby
- University of Dundee
- Universidade de Durham

## E
- University of East London
- Universidade de Edimburgo
- Universidade de Essex
- Universidade de Exeter

## G
- Universidade de Glasgow
- University of Gloucestershire

## H
- Universidade de Hull
- Universidade de Hertfordshire
- Universidade de Huddersfield

## K
- Kingston University
- Universidade de Kent

## L
- Universidade de Leeds
- Universidade de Leicester
- Universidade de Liverpool
- Universidade de Londres

## M
- Universidade de Manchester
- Universidade de Montfort

## N
- Universidade de Northampton
- Universidade de Nottingham

## O
- Universidade de Oxford
- The Open University

## P
- Universidade de Paderborn
- Universidade de Passau
- Universidade de Plymouth

## R
- Universidade de Reading
- Universidade de Roehampton

## S
- Universidade de Southampton
- Universidade Southampton Solent
- Universidade de St. Andrews
- Universidade de Stirling
- Universidade de Sussex

## T
- Universidade de Teesside
- Universidade de Thames Valley

## U
- Universidade de Ulster

## W
- Universidade de Warwick
- Universidade de Westminster
- Universidade de Wolverhampton
- Universidade de Worcester

## Y
- Universidade de York